# Glosar de algebră
Prezentul glosar de algebră conține termeni din domeniul algebrei și a altor domenii fundamentale ale matematicii ca: aritmetică, teoria numerelor, teoria probabilităților, statistica și logica.
Pentru celelalte domenii ale matematicii, ca analiza matematică și geometria, vedeți celelalte glosare din categoria: Glosare de matematică.

## A
- abac:

- dispozitiv pentru calcule format din bile alunecătoare pe vergele orizontale; vezi și adiator;
- tabel sau diagramă care permite rezolvarea rapidă a unor calcule.
- abacă - ansamblu de diagrame reprezentând variația unei mărimi față de altele două, folosind o familie de curbe (vezi și nomogramă).
- abatere absolută - valoarea absolută a abaterii unei variabile aleatoare.
- abatere pătratică medie - vezi: abatere standard.
- abatere standard - rădăcina pătrată a sumei pătratelor abaterilor unei variabile de la valoarea medie, fiecare abatere fiind înmulțită cu probabilitatea proprie de realizare (sinonim: abatere pătratică medie).
- abelian - funcție, structură algebrică comutativă (de exemplu: grup abelian), introdusă de Niels Henrik Abel.
- abordare sistemică - mod de gândire și analiză care are la bază, pe de o parte, relațiile în timp și spațiu dintre elemente, iar pe de altă parte, analiza elementelor.
- abscisă - una dintre coordonatele carteziene.
- absorbție - proprietate formală a unor operații logico-matematice de a respecta legea absorbției.
- ACC - v. condiția lanțului ascendent
- acnod - v. punct izolat al unei curbe
- acoladă - (mai ales la plural) semn grafic ({ }) utilizat pentru încadrarea elementelor unei mulțimi.
- adevăr - proprietate a propozițiilor și a judecăților de a reflecta realitatea sau de a fi conforme cu anumite reguli, principii, axiome.
- adiacență - proprietate a doi termeni ai unei funcții booleene de a fi diferiți prin valoarea unei singure variabile.
- adiator - aparat simplu pentru efectuarea operațiilor de adunare și scădere; vezi și abac.
- adunare - operație aritmetică elementară care constă în totalizarea a două sau mai multor mărimi de aceeași natură într-una singură (sinonim: însumare).
- afix -  numărul complex {\displaystyle a+bi}, corespunzător punctului de coordonate {\displaystyle a,b}.
- ajustare - înlocuire după anumite reguli valorile statistice empirice cu valori teoretice, dispuse continuu și regulat, care să dea o imagine cît mai reală unui fenomen.
- algebra logicii - parte a logicii matematice bazată pe aplicarea metodelor algebrice, care cuprinde calculul propozițiilor, claselor și relațiilor.
- algebră - ramură a matematicii, generalizare a aritmeticii.

- algebră abstractă - ramură a matematicii care studiază structurile algebrice, deci cuprinde teoria grupurilor, a inelelor, a corpurilor, a spațiilor vectoriale, a matricilor, a laticelor și cea a rezolvării ecuațiilor și a sistemelor de ecuații algebrice.
- algebră booleană - sistem algebric în care se pot exprima relații logice cu două valori.
- algebră computațională - domeniu al calculului științific care dezvoltă, analizează, implementează și utilizează algoritmi pentru rezolvarea problemelor matematice.
- algebră comutativă - ramură a algebrei care se ocupă cu studiul structurilor algebrice (ca: inelele comutative, idealele lor și modulele peste astfel de inele) în care proprietatea de comutativitate a operației este respectată.
- algebră cu diviziune - algebră peste un corp care-l conține pe 0 și toate elementele sale au element invers.
- algebră liniară - studiu al teoriei funcțiilor liniare și sistemelor de funcții liniare.
- algebră modernă - v. algebră abstractă.

- algorigramă - reprezentare grafică a unui algoritm.
- algoritm - succesiune finită de operații elementare (reguli de calcul, sisteme de simboluri și operatori matematici sau logici, instrucțiuni, comenzi) bine definite, care constituie o schemă de rezolvare a unor probleme și calcule matematice sau de altă natură.
- algoritmul lui Euclid - algoritm pentru calcularea celui mai mare divizor comun a două numere sau polinoame.
- alicotă, parte ~ - divizor al unui număr întreg.
- alicuantă, parte ~ - parte care nu se cuprinde exact, de un anumit număr de ori, într-o cantitate dată.
- alternativă - relație între două judecăți în care, dacă o judecată este adevărată, cealaltă este falsă.
- ambiguitate - eroare de raționament logic, bazată pe polisemantismul termenilor.
- amplificare:

- înmulțire al unui element al unei mulțimi (număr, vector etc.) cu un număr;
- înmulțire cu același număr a numărătorului și numitorului unei fracții.
- analiză combinatorică - capitol din algebră care se ocupă cu studiul aranjamentelor, permutărilor și combinărilor.
- analogie - legătură dintre două mulțimi între ale căror elemente echivalente există relații identice.
- antecedent:

- primul termen al unei judecăți ipotetice, introdus prin conjuncția "dacă";
- tot ceea ce poate constitui premisa, punctul de plecare într-o demonstrație.
- anticonjuncție - incompatibilitate, funcție în logica propozițională.
- antidisjuncție - rejecție, funcție în logica propozițională.
- antilogaritm - număr care are ca logaritm un număr dat.
- antisimetrie:

- proprietate a unei funcții care își schimbă semnul prin permutarea variabilelor;
- proprietate a unei relații binare care nu este valabilă și în sens reciproc: {\displaystyle x{\mathcal {R}}y} este o relație antisimetrică dacă exclude pe   {\displaystyle y{\mathcal {R}}x}.
- anulator - ideal ale cărui elemente înmulțite cu oricare dintre elementele unei submulțimi dau 0.
- apartenență - calitate, proprietate a unui element de a face parte dintr-o mulțime.
- aplicație - vezi funcție.

- aplicație biliniară - funcție care combină elemente a două spații vectoriale pentru a produce un element al unui al treilea spațiu vectorial și este liniară în funcție de fiecare dintre argumentele sale.
- aplicație liniară - funcție care formalizează o relație dintre două spații vectoriale, ce conservă operațiile de adunare și înmulțire cu un scalar; alte denumiri: transformare liniară, operator liniar.
- aplicație multiliniară de grad {\displaystyle p} - vezi aplicație {\displaystyle p}-liniară.
- aplicație {\displaystyle p}-liniară - aplicație {\displaystyle f:V_{1}\times V_{2}\times \cdots \times V_{p}\to W}, cu proprietatea: pentru orice {\displaystyle i\in \{1,2,\cdots ,p\}} și pentru orice sistem de vectori {\displaystyle v_{j}\in V_{j},j\neq i,} aplicația parțială {\displaystyle \;V_{i}\ni v\mapsto \;f(v_{1},v_{2},\cdots ,v_{i-1},v,v_{i+1},\cdots ,v_{p})\in W} este liniară, unde {\displaystyle W,V_{1},V_{2},\cdots ,V_{p}} sunt spații vectoriale (sinonim: aplicație multiliniară de grad {\displaystyle p}).

- aproximare - operație de determinare a unei valori care diferă puțin de valoarea adevărată a unei mărimi de exemplu în cazul când valoarea exactă nu poate fi calculată prin metode directe.
- aproximație - diferența dintre valoarea exactă a unei mărimi și o valoare apropiată, obținută printr-o operație de aproximare.
- aranjamente - grupe de câte n obiecte care se pot forma din m obiecte distincte, astfel ca două grupe oarecare să difere între ele, nu numai prin natura obiectelor, dar și prin ordineac  acestora, fiecare obiect neputând intra într-o grupă decât cel mult o singură dată.
- arbitrar - (despre constante, numere, funcții etc.) care este ales la întâmplare; oarecare.
- arbore - graf orientat aciclic, în care relația dintre noduri este unică, cu proprietăți specifice: un singur nod, numit rădăcină, fără predecesori, iar orice alt nod, în afară de rădăcină, are un singur predecesor.
- argument:

- variabilă independentă de care depinde o funcție;
- unghiul pe care îl formează raza vectoare {\displaystyle \rho } (dreapta care unește originea axelor cu imaginea unui număr complex) cu semiaxa reală. Numărul {\displaystyle Z=\rho (\cos \varphi +i\sin \varphi )} are argumentul {\displaystyle \varphi }.
- argumentum ad absurdum - vezi reducere la absurd.
- aritmetică - ramură a matematicii care se ocupă cu studiul numerelor naturale, întregi și raționale, al operațiilor elementare care se pot efectua cu acestea și al relațiilor de inegalitate, de divizibilitate, de congruență etc.
- aritmograf - aparat care efectuează mecanic operații aritmetice și le înregistrează.
- aritmografie - descriere a numerelor.
- aritmologie - studiul proprietăților numerelor (independent de operațiile care pot fi efectuate cu ele) și al măsurătorilor mărimilor.
- aritmometru - aparat cu ajutorul căruia se efectuează, manual sau mecanic, operații aritmetice.
- artificiu de calcul - procedeu de calcul care permite în unele cazuri rezolvarea unei probleme într-un mod mai simplu decât cu metodele generale.
- asemănarea matricilor - v. matrici asemenea.
- asimetrie - proprietate a relațiilor între doi termeni, care nu este valabilă și în sens invers.
- asociativitate - proprietate a unei operații matematice care, repetată și aplicată unui șir de elemente, conduce la același rezultat, independent de felul cum sunt grupate acestea.
- automorfism - endomorfism bijectiv (endomorfism dat de o funcție bijectivă).
- axa numerelor - dreaptă prevăzută cu un punct de origine, de la care se continuă imaginar spre {\displaystyle +\infty } și {\displaystyle -\infty }, pe această aflându-se toate numerele reale.
- axiomatic, metodă ~ă - metodă științifică, care, pornind de la axiome, deduce, pe baza regulilor logicii, noi propoziții, numite teoreme.
- axiomatică - disciplină științifică care studiază succesiunea corectă a axiomelor, pentru asigurarea corectitudinii fundamentelor matematicii (vezi și sistem axiomatic).
- axiomă - propoziție primă care nu trebuie demonstrată și care stă la baza unui sistem deductiv.

## B
- barem - tabel care conține valorile unor elemente sau date, în funcție de alte elemente sau date variabile.
- bază - unul din operanzi în operațiile de ridicare la putere sau logaritmare.
- bază algebrică a unui spațiu vectorial - mulțime de vectori cu proprietatea că orice vector al spațiului poate fi scris unic ca sumă de vectori din acea mulțime înmulțiți cu scalari adecvați;
- bază a unui sistem de logaritmi - numărul care, într-un sistem de logaritmi, are ca logaritm unitatea; exemplu: numărul e este baza sistemului de logaritmi naturali.
- bază a unui spațiu topologic - mulțime de mulțimi deschise care generează spațiul topologic.
- bază de numerație - număr utilizat în definirea scrierii poziționale a unui număr.
- bicorn - curbă algebrică cu două puncte de întoarcere.
- bijectiv - (despre funcții) care este în același timp surjectivă și injectivă.
- bijecție - vezi corespondență biunivocă.
- biliniar:

- (despre forma unui polinom liniar și omogen) care are două grupe diferite de variabile;
- (despre o formă) funcție de două variabile și care este liniară în ambele variabile.
- bilion - număr a cărui valoare este egală cu 1012, adică o mie de miliarde sau cu un miliard în SUA, Franța, Rusia.
- binar - vezi sistem binar, relație binară.
- binaritate - însușirea de a se divide în două elemente.
- binom - polinom format dintr-o sumă sau diferență a două monoame.
- binomul lui Newton - numele formulei care dă dezvoltarea expresiei: {\displaystyle (a+b)^{n}=C_{n}^{0}a^{n}+C_{n}^{1}a^{n-1}b+C_{2}^{n}a^{n-2}b^{2}+\cdots +C_{n}^{n}b^{n}\;,\;\;a,b\in \mathbb {R} ,n\in \mathbb {N} ^{*}.}
- bipătrat:

- trinom de gradul al patrulea, care conține variabila numai la puteri pare: {\displaystyle ax^{4}+bx^{2}+c.}
- vezi ecuație bipătrată.
- bit - cifră în sistemul de numerație binară.
- bivalență - vezi principiul bivalenței.

## C
- {\displaystyle \mathbb {C} } - simbol pentru mulțimea numerelor complexe.
- calcul:

- ansamblu de operații matematice (sinonim: socoteală);
- capitol al științelor matematice în care se folosește un anumit tip de operații matematice (exemple: calcul diferențial, calcul integral, calcul logic etc.).
- calcul algebric - calcul cu expresii algebrice (monoame, polinoame, fracții, radicali) constând în efectuarea operațiilor de adunare, scădere, înmulțire, împărțire, ridicare la putere și extragere a rădăcinii.
- calcul catenar - calcul prin care se poate afla o mărime necunoscută din două sau mai multe mărimi cunoscute care variază direct sau invers proporțional, prin atâtea reduceri la unitate câte mărimi cunoscute sunt date.
- calcul grafic - rezolvare a unor probleme cu ajutorul unor construcții geometrice.
- calcul logic - ansamblu de operații prin care anumite expresii logice sunt derivate din alte expresii logice.
- calcul matricial - calcul bazat pe regulile de adunare, înmulțire și inversare a matricilor; este folosit în studiul sistemelor de ecuații liniare și în probleme în care intervin operații liniare.
- calcul natural - sistem de logică bazat pe reguli (scheme) de deducție.
- calcul numeric - ramură a matematicii care se ocupă cu rezolvarea problemelor de calcul până la rezultatul numeric final; în prezent beneficiază de aplicarea calculatoarelor.
- calculul erorilor - capitol al teoriei probabilităților care se ocupă cu distribuția probabilistică a erorilor de observație, determinând, cu mai multă precizie, valoare unei mărimi măsurate.
- Calculul Firelor de Nisip - lucrare a lui Arhimede în care a încercat să determine limita superioară a numărului firelor de nisip care ar umple întregul Univers.
- calculul predicatelor - capitol al logicii matematice în care se studiază funcțiile părților de propoziție.
- calculul probabilităților:

- ramură a matematicii care se ocupă cu studiul evenimentelor aleatorii;
- calcul matematic care permite să se aprecieze dacă un eveniment complex se va întâmpla sau nu, în funcție de eventualitatea unor evenimente mai simple, presupus cunoscute.
- calculul propozițiilor - capitol al logicii matematice în care se studiază propozițiile compuse din punctul de vedere al adevărului sau al falsului lor în raport cu valorile logice ale propozițiilor simple care le compun.

- calculator:

- instalație sau aparat cu care se efectuează automat operații matematice sau logice;
- tabel care cuprinde rezultatele unor calcule, folosit pentru simplificarea operațiilor; carte, broșură care cuprinde asemenea tabele.
- caracter - numărul de elemente care ocupă, după o permutare, același loc ca și înainte de aceasta.
- caracteristică:

- partea întreagă a unui logaritm (vezi și mantisă);
- (în statistică) trăsătură cantitativă comună a unui fenomen sau proces social-economic.
- cardinal (sau număr ~) - numărul de elemente ale unei mulțimi.
- cât - rezultatul unei împărțiri.
- caustică - curbă plană, înfășurătoarea unor drepte refractate de dirimantă.
- cel mai mic multiplu comun - cel mai mic număr întreg care se poate împărți exact prin mai multe numere întregi.
- centezimal - care reprezintă a suta parte dintr-un întreg.
- centilaj - diviziune în centile.
- centilă (sau cențil) - a suta parte dintr-o mulțime de date clasate într-o anumită ordine statistică.
- centru - subinel format din elementele comutative cu orice alt element.
- cercetare operațională - tehnica analizei unei probleme administrative, comerciale, industriale sau logice prin metoda matematică.
- cifră:

- simbol grafic pentru scrierea numerelor, care reprezintă unul dintre numerele de la zero pînă la nouă;
- număr care indică valoarea unei mărimi caracteristice a unei substanțe, a unui fenomen.
- cifră arabă - simbol grafic (de origine indiană), reprezentând fiecare dintre elementele sistemului de scriere în numerația zecimală, răspândit în Europa în secolul al XIII-lea.
- cifre romane - cifre reprezentate prin litere sau combinații de litere din alfabetul latin.

- ciurul lui Atkin - algoritm folosit pentru a identifica și a genera numere prime într-un interval dat și care este mai eficient decât ciurul lui Eratostene.
- ciurul lui Eratostene - algoritm folosit pentru a identifica și a genera numere prime într-un interval dat, bazat pe eliminarea numerelor compuse.
- clan borelian - vezi corp borelian.
- clasă:

- mulțime de elemente care au anumite însușiri comune;
- fiecare dintre grupele de câte trei cifre ale unui număr cu mai multe cifre.
- clasă vidă - clasă care nu conține niciun element.
- cod binar - cod care întrebuințează drept simboluri șiruri de cifre 0 și 1, corespunzătoare stărilor fizice de contact deschis sau închis.
- codomeniu - mulțime în care o funcție ia valori.
- coeficient:

- element constant într-o expresie matematică, care multiplică o mărime variabilă;
- mărime relativă care exprimă raportul dintre doi indicatori, arătând câte unități din indicatorul raportat revin la o unitate din indicatorul luat ca bază de raportare.
- coeficient binomial - coeficient al unui termen din dezvoltarea binomului lui Newton.
- coeficient statistic - cea mai simplă formă de exprimare a raportului dintre două mărimi printr-un număr întreg sau fracționar și care arată de câte ori o mărime este mai mare în comparație cu alta.

- coloană - șir vertical de elemente dintr-o matrice.
- cologaritm - logaritmul unui număr luat cu semn contrar, adică logaritmul inversului acelui număr.
- comensurabilitate - proprietatea a două mărimi de aceeași natură de a avea raportul un număr rațional.
- combinări - grupurile care se pot forma luând din {\displaystyle n} obiecte date {\displaystyle k} obiecte {\displaystyle (k<n)}, astfel ca un grup să difere de celelalte cel puțin prin natura unui obiect; numărul de astfel de combinări este dat de: {\displaystyle \;\;C_{n}^{k}={\frac {n(n-1)(n-2)\cdots n-k+1}{1\cdot 2\cdot \cdots \cdot k}}}.
- compatibilitate:

- raport logic între două enunțuri aparent contradictorii, care nu se exclud reciproc, fiind adevărate împreună;
- proprietate a unui sistem de relații de a avea loc împreună.
- complement algebric - minorul unui element {\displaystyle a_{ij}} al unui determinant, considerat cu semnul corespunzător (adică {\displaystyle (-1)^{i+j}}).
- complement aritmetic - diferența dintre cea mai apropiată putere întreagă a lui 10, superioară unui număr dat, și acel număr.
- compoziție - mod de a scrie un număr întreg strict pozitiv ca suma unui șir de numere întregi strict pozitive.
- compunere - (a două funcții) operație prin care de la funcțiile {\displaystyle f(x)} și {\displaystyle x(t)} se trece la funcția {\displaystyle f(x(t))=F(t).}
- comutativitate - proprietatea unei operații de a avea rezultatul independent de ordinea elementelor; exemple: adunarea și înmulțirea numerelor reale.
- concluzie - judecată care rezultă cu necesitate din alte judecăți date, numite premise; concluzia încheie raționamentul.
- concoidă - curbă obținută dintr-o curbă plană {\displaystyle r}, luând pe fiecare dreaptă {\displaystyle d}, care trece printr-un punct fix {\displaystyle O}, un segment dat {\displaystyle l}, cu mijlocul la intersecția lui {\displaystyle d} cu {\displaystyle r}; când curba {\displaystyle r} este o dreaptă, se obține concoida lui Nicomede.

- concoida lui de Sluze - familie de concoide studiate de René François Walter, baron de Sluze.

- condiția lanțului ascendent - condiție de existență în algebra comutativă dacă elementele unei mulțimi parțial ordonate pot fi ordonate crescător.
- condiția lanțului descendent - condiție de existență în algebra comutativă dacă elementele unei mulțimi parțial ordonate pot fi ordonate descrescător.
- condiție necesară - condiție formulată în legătură cu o anumită afirmație, astfel că, dacă afirmația este adevărată urmează că și condiția este îndeplinită.
- condiție necesară și suficientă - condiție care trebuie să fie satisfăcută pentru ca să existe o anumită proprietate și care, dacă este satisfăcută, atrage după sine existența proprietății.
- condiție suficientă - condiție formulată în legătură cu o anumită afirmație, astfel că, dacă condiția este îndeplinită, urmează că și afirmația este adevărată.
- conectivitate - vezi conexitate.
- conexitate, grad de ~ - numărul minim de elemente (noduri sau muchii) ale unui graf, care trebuie eliminate pentru a separa nodurile rămase în două sau mai multe subgrafuri izolate; altă denumire: conectivitate.
- congruență - relație între două numere întregi care dau același rest la împărțirea cu un număr întreg dat.
- conjuncție - functor care stabilește legătura dintre două sau mai multe propoziții, astfel încât noua propoziție compusă este adevărată numai atunci când toate propozițiile componente sunt adevărate; conjuncția se redă prin cuvântul "și".
- consecință - propoziție care urmează în mod necesar dintr-o altă propoziție sau din mai multe propoziții care o precedă (sinonim: consecvent).
- consecvent - vezi consecință
- constantă - noțiune matematică a cărei valoare nu se poate schimba sau nu se schimbă în cursul unei evaluări; de exemplu numerele pi, e.
- contradicție, raport de ~ - raport între două noțiuni (sau judecăți), dintre care una neagă cu totul pe cealaltă, conținutul noțiunii (sau judecății) care neagă rămânând însă nedeterminat.
- corelație statistică - legătură sau dependență statistică între două sau mai multe fenomene, în care unul apare drept cauză a celuilalt.
- corespondență - relația dintre două mulțimi, conform căreia fiecare element al unei mulțimi  este pus în legătură cu unul sau mai multe elemente din cealaltă mulțime.
- corespondență biunivocă - corespondență dintre mulțimile {\displaystyle A,B} dată de o lege după care fiecărui element din mulțimea {\displaystyle A} îi corespunde un element din {\displaystyle B} și numai unul (sinonim: bijecție).
- corolar - propoziție care rezultă imediat dintr-o propoziție anterior demonstrată.
- corp - ansamblu de elemente în care sunt definite operațiile de adunare și înmulțire care satisfac anumite axiome, astfel ca pentru fiecare din ele să existe operația inversă.

- corp algebric închis - corp K pentru care orice polinom din K[x] care nu este format doar dintr-o constantă (din inelul polinoamelor cu coeficienți în K) are o rădăcină în K.
- corp borelian - corp având proprietatea că reuniunea unui număr infinit de mulțimi din acesta aparține acestuia; altă denumire: clan borelian.
- corp comutativ - corp în care operația de „înmulțire” este comutativă.

- criterii de divizibilitate - reguli cu care se poate stabili rapid, fără a efectua împărțirea, dacă un număr întreg este divizibil cu un număr dat.
- cuadrică - suprafață algebrică de gradul al doilea.

- cuadrică Klein - polinom care caracterizează dreptele în spațiul proiectiv⁠(d) tridimensional.

- cuantificarea predicatului - operație logică prin care se precizează cantitatea predicatului în raport cu subiectul.
- cuantificator universal - un simbol (și anume ∀) sau operator care afirmă că o anumită propoziție sau proprietate este adevărată pentru toate elementele dintr-un anumit domeniu sau mulțime.
- cuantile (de ordinul n) - valori ale variabilei care separă repartiția ordonată în n părți cuprinzând același efectiv egal cu 1/n din efectivul total; dacă n= 3 cuantilele se numesc terțile, pentru n=4 avem quartile, daca n=10 cuantilele devin decile.
- cuantor - determinativ logic prin care se fixează sfera de aplicabilitate a unei variabile într-o anumită expresie.
- cuartică plană - curbă algebrică definită în plan proiectiv⁠(d) de un polinom omogen de gradul al patrulea.
- cuaternion - sistem de patru numere reale, o combinație liniară a unităților de bază {\displaystyle 1,\mathbf {i} ,\mathbf {j} ,\mathbf {k} }, de exemplu: {\displaystyle a+b\mathbf {i} +c\mathbf {j} +d\mathbf {k} ,} unde {\displaystyle a,b,c,d\in \mathbb {R} .}
- cub - puterea a treia a unui număr sau a unei expresii matematice.
- cubica lui L'Hôpital - v. cubica Tschirnhausen.
- cubica Tschirnhausen - trisectoare cubică studiată de Ehrenfried Walther von Tschirnhaus.
- cubică - funcție algebrică de gradul al treilea.
- curba trisectoare a lui Catalan - v. cubica Tschirnhausen.
- curbă de nivel - mulțime de puncte definită de o funcție care ia o anumită valoare, constantă.
- curbură - măsoară abaterea unei curbe de la rectilinitate.

## D
- DCC - v. condiția lanțului descendent
- deducție - formă de raționament caracterizată prin faptul că concluzia decurge cu necesitate din premise și numai din ele.
- degenerare - caz limită în care o funcție devine una din altă clasă.
- deîmpărțit - primul termen al unei împărțiri, care trebuie împărțit cu al doilea termen, numit împărțitor.
- demonstrație - procedeu logic de verificare a adevărului unui enunț, unei propoziții.
- demonstrație apagogică - raționament care, pe baza demonstrării falsității unei propoziții care contrazice pe cea de demonstrat, conchide asupra adevărului acesteia din urmă (vezi și reducere la absurd).
- dependență - relația dintre diferitele valori ale unei variabile cărora le corespund valori ale altei variabile.

- dependență liniară - vezi sistem de vectori liniar dependenți.

- dezvoltarea unui polinom - transformarea unui polinom exprimat printr-un produs de sume într-o sumă de monoame.
- diagramă Euler - mijloc schematic de reprezentare a unor mulțimi și a relațiilor dintre acestea.
- diferență a două pătrate - relație matematică între două mărimi ridicate la pătrat.
- diferență absolută - valoarea absolută a diferenței dintre două numere reale.
- diferență tabulară - adaosul pe care îl primește logaritmul unui număr de patru cifre, când acest număr crește cu o unitate.
- dicotomie - vezi dihotomie.
- dihotomie:

- metodă de divizare binară;
- diviziare a unei noțiuni în două părți disjuncte.
- distributivitate - proprietate a unei operații binare de a putea fi efectuată separat asupra diferiților termeni dintr-o expresie matematică, rezultatul astfel obținut fiind același ca și în cazul când operația ar fi fost aplicată întregii expresii.
- divizibilitate - în teoria inelelor, faptul că există divizori.
- divizor (al lui a) - element x pentru care există relația ax = b

- divizor al lui zero - element al unui inel care înmulțit cu un element nenul dă produsul 0.
- divizor comun - număr prin care se divide oricare dintre termenii unei mulțimi de numere; sinonim: factor comun.

- domeniu (teoria inelelor) - generalizare pentru domenii de integritate necomutative.
- domeniu c.m.m.d.c. - domeniu ale cărui elemente au un c.m.m.d.c. (sau, echivalent, un c.m.m.m.c.) comun.
- domeniu de definiție - mulțime în care argumentul unei funcții ia valori.
- domeniu de integritate - inel comutativ care nu are alți divizori ai lui zero în afară de zero însuși.
- domeniu GCD - v. domeniu c.m.m.d.c.
- dreapta reală - dreapta ale cărei puncte au coordonatele exprimate prin număr real; este un obiect matematic real infinit unidimensional.
- dualitate - relația de involuție dintre două concepte, teoreme sau structuri matematice.

## E
- echivalență logică - caracterul a două propoziții de a fi simultan adevărate, respectiv false.
- ecuație - egalitate între două expresii matematice, conținând elemente de aceeași natură (numere, funcții, vectori), dintre care unele sunt cunoscute iar altele necunoscute.
- ecuație bipătrată - ecuație de forma: {\displaystyle ax^{4}+bx^{2}+c=0} (vezi și bipătrat).
- ecuație de gradul al doilea - ecuație de forma: {\displaystyle ax^{2}+bx+c=0}.
- ecuație polinomială - ecuație de forma: {\displaystyle P(x)=0} unde {\displaystyle P} este o funcție polinomială de orice ordin, iar {\displaystyle x} este necunoscuta.
- egalitate - relație binară între două sau mai multe cantități, elemente, termeni etc. și care au aceeași valoare; expresie a acestei relații, scrisă cu ajutorul semnului egal (=).
- element:

- obiect matematic, component al unei mulțimi.
- obiect matematic situat într-o anumită poziție într-o matrice sau un vector.
- element absorbant - element al unei mulțimi, care într-o operație binară de compunere cu orice alt element al mulțimii dă ca rezultat pe el însuși.
- element conjugat - (în teoria corpurilor, pentru un element algebric α, pe o extindere de corp L/K) rădăcinile unui polinom minim pK,α(x) în α pe K.
- element prim - element p nenul și nu o unitate dintr-un inel comutativ, care dacă divide pe ab, divide sau pe a, sau pe b, sau pe ambii.
- element zero - una dintre generalizările numărului 0 în alte structuri algebrice decât cele ale numerelor.

- endomorfism - omomorfism de la o mulțime cu o structură dată la ea însăși.
- epimorfism - omomorfism surjectiv.
- expresie algebrică - expresie matematică care conține doar operații algebrice.
- extindere algebrică - extindere de corp L/K având fiecare element din L algebric peste K, adică fiecare element din L este o rădăcină a unor polinom nenul cu coeficienți în K.
- extindere de corp - pereche de corpuri L/K, la care operațiunile lui L sunt cele ale lui K restricționate la L.
- extindere esențială - R-modul cu un singur element nenul al inelului comutativ R față de un submodul al R-modulului.

## F
- factor - fiecare dintre termenii unei înmulțiri.
- factor comun - vezi divizor comun.
- factor prim - fiecare dintre numerele prime prin care se împarte exact un număr dat.
- factorial - produsul primelor n numere naturale nenule: {\displaystyle \;n!=1\cdot 2\cdot 3\cdot \cdots \cdot n.}
- formă:

- fiecare dintre expresiile analitice sub care poate fi pusă aceeași relație;
- polinom omogen.
- formă biliniară - formă de două variabile, liniară față de ambele.
- formă conservativă - formă a unei ecuații, care subliniază că o proprietate se conservă.
- formă liniară - v. transformare liniară
- formă simplectică - formă diferențiabilă de ordinul 2 nedegenerată și închisă.
- formă trigonometrică (a unui număr complex) - pentru numărul complex {\displaystyle a+bi}, forma trigonometrică este {\displaystyle z=r(\cos \theta +i\sin \theta ),} unde {\displaystyle r={\sqrt {a^{2}+b^{2}}}} este modulul numărului complex, iar {\displaystyle \theta \in [o,2\pi )} , cu {\displaystyle \tan \theta ={\frac {b}{a}}} este argumentul.

- formulă Plücker - relație între invarianții unei curbe algebrice și cei ai dualei sale.
- fracție (zecimală) periodică - fracție zecimală în care, după virgulă, aceleași cifre se repetă la infinit în aceeași ordine.
- funcția semn - funcția {\displaystyle \operatorname {sgn} :\mathbb {R} \to \mathbb {R} }, definită prin: {\displaystyle \operatorname {sgn}(x):={\begin{cases}-1&{\text{dacă }}x<0,\\0&{\text{dacă }}x=0,\\1&{\text{dacă }}x>0.\end{cases}}}
- funcția zeta Artin–Mazur - - funcție folosită pentru studiul funcțiilor iterate.
- funcția zeta Ihara - funcție analoagă funcției zeta Selberg, asociată unui graf finit.
- funcția zeta locală - funcție a cărei derivată logaritmică este o funcție generatoare pentru numărul de soluții ale unui set de ecuații definite pe un corp finit.
- funcția zeta Riemann - funcție complexă care tratează distribuția numerelor prime.
- funcția zeta Ruelle - funcție analoagă funcției zeta Riemann, asociată unui sistem dinamic.
- funcția zeta Selberg - funcție analoagă funcției zeta Riemann pentru geodezice închise.
- funcție:

- mărime variabilă care depinde de una sau de mai multe mărimi variabile independente; sinonim: aplicație;
- operație care, prin aplicare asupra unui argument, îi asociază acestuia o valoare corespunzătoare.
- funcție concavă (pe un interval) - funcție al cărei grafic se află deasupra coardei care unește capetele intervalului respectiv.
- funcție convexă (pe un interval) - funcție al cărei grafic se află sub coarda care unește capetele intervalului respectiv.
- funcție iterată - funcție compusă cu ea însăși de un număr nelimitat de ori.
- funcție liniară - funcție al cărei grafic este o dreaptă.
- funcție mărginită - funcție al cărei codomeniu este o mulțime mărginită.
- funcție meromorfă - funcție olomorfă pe tot planul complex cu excepția polilor.
- funcție olomorfă - funcție derivabilă într-o vecinătate a oricărui punct din planul complex.
- funcție periodică - funcție f care admite perioadă, adică un număr t pentru care {\displaystyle f(x+t)=f(t),} pentru orice x din domeniul de definiție al funcției.
- funcție rațională - funcție care poate fi definită printr-o fracție rațională, care este o fracție algebrică în care atât numărătorul, cât și numitorul sunt polinoame.
- funcție simetrică - funcție care ia aceeași valoare la orice permutare a variabilelor sale.
- funcție zeta - funcție analoagă cu funcția zeta Riemann.

## G
- gradul unei curbe algebrice - gradul polinomului {\displaystyle P(x,y)}, în x și y, unde {\displaystyle P(x,y)=0} este ecuația curbei.
- gradul unei extinderi de corp - dimensiunea spațiului vectorial al extinderi de corp.
- gradul unei varietăți algebrice - numărul punctelor de intersecție ale varietății cu n hiperplane aflate în poziția generală.
- gradul unui polinom - numărul natural n nenul, în cazul polinomului {\displaystyle P(X)=a_{0}+a_{1}X+a_{2}X^{2}+\cdots +a_{n}X^{n}.}
- grup - mulțime prevăzută cu o operație binară, care satisface condițiile de închidere, asociativitate, existență a elementului neutru și a elementului simetric.

- grup abelian - grup comutativ.
- grup Coxeter - grup abstract de descriere formală a reflexiilor.
- Grup de izometrie - mulțimea izometriilor bijective.
- grup de simetrie - grup transformărilor față de care obiectul este invariant, dotat cu operația de compunere.
- grup de rotație - v. grup ortogonal.
- grup diedral - grupul de simetrie al diedrului (poliedru).
- grup diedral infinit - grupul diedral de simetrie al frizelor.
- grup discret - grup topologic fără puncte de acumulare.
- grup ortogonal - grup de transformări cu conservarea distanței euclidiene și a unui punct fix.
- grup trivial - grup cu un singur elament.

## H
- histogramă - reprezentare grafică a unei repartiții statistice, constând într-o succesiune de dreptunghiuri, fiecare dintre acestea având drept bază un subinterval al intervalului în carre se găsesc valorile caracteristicii, iar ca înălțime, raportul dintre frecvența corespunzătoare subintervalului respectiv și lungimea acestuia.
- homomorfism -  funcție care mapează elementele unei structuri algebrice într-o altă structură algebrică astfel încât relațiile dintre elemente să fie conservate.

## I
- ideal - submulțime nevidă {\displaystyle {\mathcal {M}}\subset M,} unde {\displaystyle M} este un inel și pentru care, oricare ar fi {\displaystyle a,b\in {\mathcal {M}};\;h,k\in M,} există relația {\displaystyle ha+kb\in {\mathcal {M}}} (adunarea și înmulțirea sunt operații definite în inelul M).

- ideal fracționar - generalizare a idealelor din teoria inelelor la domenii de integritate.
- ideal ireductibil - ideal propriu al unui inel comutativ care nu este intersecția a două ideale strict mai mari.
- ideal maximal - ideal propriu maximal al unui inel.
- ideal minimal - ideal bilateral nenul al unui inel, care nu conține niciun alt ideal bilateral nenul.
- ideal nilpotent - ideal care se anulează la o putere suficient de mare.
- ideal nul - ideal format doar din elementul neutru aditiv (elementul zero).
- ideal prim - submulțime a unui inel comutativ în care dacă un produs este un element al său, cel puțin unul din factorii' produsului este un element al său.
- ideal primar - ideal propriu q astfel încât dacă xy ∈ q, atunci sau x ∈ q, sau unele puteri ale lui y sunt cuprinse în q.
- ideal primitiv - ideal anulator al unui modul simplu.
- ideal principal - ideal generat de un singur element.
- ideal regulat - expresia se poate referi la:

- un ideal modular din teoria operatorilor;
- un ideal fără divizori ai lui zero în algebra comutativă;
- un ideal von Neumann în care pentru orice element x al său există un y al său astfel încât xyx = x.
- ideal semiprim - generalizare a inelelor prime și a idealelor prime.

- idempotență:

- proprietate a unui element x al unei mulțimi M (deci {\displaystyle x\in M}) în raport cu o operație binară {\displaystyle \star } și anume: {\displaystyle x\star x=x}, caz în care x se numește idempotent;
- operație logică în care conectarea unei variabile cu ea însăși are drept rezultat aceeași variabilă.
- identitate, funcția ~ - funcție a cărei valoare este egală cu cea a argumentului: {\displaystyle f(X)=X} pentru orice X; altă denumire: transformarea identică.

- identitatea crosei de hochei - relație între coeficienții binomiali din triunghiul lui Pascal.

- independență liniară - vezi sistem de vectori liniar independenți.
- indicele unui radical - vezi radical.
- inducție - formă de raționament prin care se realizează trecerea de la particular la general.
- inducție amplifiantă - inducție care generalizează pe baza trecerii de la constatări despre unele cazuri singulare dintr-o mulțime la toate elementele mulțimii.
- inel - structură algebrică pe o mulțime pe care sunt definite două operații binare, una aditivă și cealaltă multiplicativă.

- inel artinian - inel care satisface condiția lanțului descendent la ideale.
- inel cât - v. inel factor.
- inel cu ideale principale - inel în care orice ideal este un ideal principal.
- inel factor - inel ale cărui elemente sunt clasele laterale ale unui ideal al său, supuse operațiilor {\displaystyle +} și {\displaystyle \,\cdot \,}.
- inel nul - (unicul) inel format dintr-un singur element.
- inel ordonat - inel cu o ordine totală compatibilă.
- inel prim - inel nenul în care pentru oricare două elemente a și b, arb = 0 implică fie a = 0, fie b = 0.
- inel primitiv - inel care are un modul simplu fidel.
- inel principal - v. inel cu ideale principale.
- inel redus - inel în care singurul element nilpotent este 0.
- inel semiprim - generalizare a inelelor prime și a idealelor prime.
- inel semiprimitiv - inel al cărui radical Jacobson este un ideal nul.
- inel semisimplu Jacobson - v. inel semiprimitiv.
- inel simplu - inel nenul care nu are ideale bilaterale în afară de idealul nul și pe sine însuși.

- interval unitate - intervalul închis [0, 1].

## Î
- împărțire - operație matematică inversă înmulțirii, prin care se găsește un număr (sau polinom) C, numit cât, care, înmulțit cu alt număr (sau polinom) {\displaystyle I\neq 0,} care are rolul de a împărți, numit împărțitor, să dea numărul (sau polinomul) D, care se împarte, numit deîmpărțit: {\displaystyle D=I\times C.}
- împărțire întreagă - operație matematică prin care se asociază unei perechi de întregi sau polinoame, {\displaystyle (a,b),\;b\neq 0,} o pereche de întregi sau polinoame {\displaystyle (q,r)} astfel încât {\displaystyle a=bq+r,} unde {\displaystyle 0\leq r<|b|,} sau, în cazul polinoamelor, {\displaystyle grad\;r<grad\;b,} unde {\displaystyle b=0} este polinomul nul.
- împărțitor - al doilea termen al unei împărțiri (diferit de zero), care împarte pe primul, numit deîmpărțit.
- înmulțire - operație matematică având ca inversă împărțirea, prin care se asociază la două numere complexe (sau polinoame) A și B, numite deînmulțit și înmulțitor, un alt număr (sau polinom) P, numit produs: {\displaystyle A\cdot B=P.\;\;A,B}  poartă numele de factori (sinonim: multiplicare; vezi și: produs scalar, produs vectorial).

- înmulțirea matricilor - operație algebrică asupra a două matrici, rezultatul fiind produsul matricial al acestora.

- înmulțitor - al doilea factor al unei înmulțiri, care înmulțește pe primul, numit deînmulțit.
- însumare - vezi adunare.

## J
- joc - vezi teoria jocurilor.

## L
- la stânga și la dreapta - expresii care arată ordinea operațiilor în structuri matematice necomutative.
- latice - mulțime în care s-au definit două legi de compoziție, care îndeplinesc axiomele: idempotență, comutativitate, asociativitate și absorbție.

- latice Tamari - latice cu ordinea determinată de un mod de grupare prin paranteze.

- lanț cu legături complete - proces stochastic cu parametru discret (T - numărabilă) și cu mulțimea stărilor finită ({\displaystyle I=\{1,2,\cdots ,m+1\}}), cu proprietățile: {\displaystyle \;\;p_{j}^{(n+1)}=\varphi _{ij}^{n}\left(p_{1}^{(n)},p_{2}^{(n)},\cdots ,p_{m}^{(n)},\right),} pentru orice {\displaystyle i,j\in I,n\in \mathbb {N} .}
- lanț Markov - proces stochastic, în care mulțimea stărilor este cel mult numărabilă, satisfăcând proprietatea lui Markov: {\displaystyle P(X_{t}-i_{t}\;|\;X_{u}=i_{u},\;u\leq \nu )=P(X_{t}-i_{t}\;|\;X_{\upsilon }=i_{\upsilon },\;t>\nu ).}
- Laplace, regula lui ~ - formula pentru determinantul matricei pătrate {\displaystyle A=({a_{ij})}} și anume: {\displaystyle detA=\sum _{i=1}^{n}a_{ij}\Gamma _{ij}\;,\;\forall j=1,2,\cdots n,} unde {\displaystyle \Gamma _{ij}} este complementul algebric al lui {\displaystyle a_{ij}}.
- lege de compoziție - operație prin care se asociază fiecărei perechi de elemente dintr-o mulțime un element din aceeași mulțime; exemple : adunarea, scăderea, înmulțirea.
- linie - șir orizontal de elemente dintr-o matrice.
- lemniscată - curbă în formă de 8 sau {\displaystyle \infty }.

- lemniscată polinomială - curbă algebrică plană de gradul 2n, construită dintr-un polinom coeficienți complecși de grad n.

- logaritm - al numărului real x în baza b, notat cu logb(x), numărul y unic cu proprietatea: by = x.

- logaritm discret - pentru numerele reale date a și b, logaritmul logb a, adică numărul x astfel încât bx = a.

- logică algoritmică - logică care utilizează notații algoritmice.

## M
- mantisă - parte a reprezentării unui număr, reprezentări folosite în tabelele de logaritmi și în informatică, însă cu înțeles diferit.
- matrice - tabel dreptunghiular de numere cu o structură de tip inel.

- matrice adjunctă - matrice transpusă și cu toate elementele sale conjugate complex.
- matrice cu toate elementele 1 - matrice în care orice element are valoarea 1.
- matrice de adiacență - matrice pătrată folosită pentru a reprezenta un graf finit.
- matrice de blocuri - matrice ale cărei elemente sunt matrici mai mici, numite „blocuri”.
- matrice de comutare - matrice de transformare a formei vectorizate a unei matrice în forma vectorizată a transpusei.
- matrice extinsă - matrice obținută prin adăugarea coloanelor a două matrici date.
- matrice idempotentă - matrice care înmulțită cu ea însăși dă tot pe ea însăși.
- matrice transpusă - matrice obținută prin reflexia pozițiilor elementelor sale față de diagonala sa principală.
- matrice transpusă conjugată - v. matrice adjunctă.
- matrice transpusă hermitiană - v. matrice adjunctă.
- matrice unitate - matrice pătrată care conține 1 pe diagonala principală și 0 în afara acesteia.
- matricea coeficienților - matrice ale cărei elemente sunt coeficienții variabilelor dintr-un set de ecuații liniare.
- matricea lui Toeplitz - matrice la care diagonalele în direcția principală sunt formate din elemente'ț identice. 
- matricea Vandermonde - matrice în care liniile sunt formate din puterile (începând cu 0) ale elementelor din coloana a doua.

- matrici asemenea - matrici cu aceleași proprietăți în baze diferite.
- minor (complementar al elementului {\displaystyle a_{ij}} al determinantului {\displaystyle A=(a_{ij})}) - determinantul obținut prin eliminarea liniei și coloanei ce conține acel element.
- model liniar - tip de model de regresie care depinde liniar de anumiți parametri, folosit în special în statistică.
- modul - valoare absolută a unei mărimi.
- modul - generalizare a spațiului vectorial, cu scalarii într-un inel în loc de un corp.

- modul factor - construcție algebrică pe baza unui modul și a unui submodul al său.

- monom - polinom cu un singur termen.
- monomorfism - omomorfism injectiv.
- morfism - aplicație între două grupuri {\displaystyle G_{1}(\circ )\rightarrow G_{2}(\star )}, care conservă structura acestora, adică:

{\displaystyle f(x\circ y)=f(x)\star f(y),\forall x,y\in G_{1}}.
- multiplu - produs al unui număr cu un număr întreg.
- multiplicare - vezi înmulțire.
- multiplicitate:

- numărul de câte ori un element apare într-o multimulțime;
- (pentru o rădăcină a unui polinom) de câte ori un polinom dat are o rădăcină într-un punct dat.
- mulțime - noțiune primitivă definită intuitiv ca elemente puse împreună.

- mulțime finită - mulțime cu un număr finit de elemente.
- mulțime infinită - mulțime cu un număr infinit de elemente.
- mulțime închisă multiplicativ - mulțime în care orice produs al două elemente ale mulțimii face parte din mulțime.
- mulțime mărginită - mulțime care într-un anumit sens este finită.
- mulțime multiplicativă - v. mulțime închisă multiplicativ.
- mulțime vidă - mulțime fără niciun element.

- mulțimi disjuncte - mulțimi care nu au niciun element în comun.

- mulțimi aproape disjuncte - mulțimi a căror intersecție este mică într-un anumit sens.

- mulțimi separate - perechi de submulțimi ale unui spațiu topologic dat care sunt legate între ele într-un anumit mod.

## N
- {\displaystyle \mathbb {N} } - simbol pentru mulțimea numerelor naturale.
- necunoscută - element care apare în rezolvarea unei probleme, a cărui valoare nu este cunoscută, trebuind să fie determinată în funcție de datele cunoscute ale problemei.
- negație (a unei propoziții) - propoziția "nu este adevărată p", adevărată când p este falsă.
- nilideal - ideal format doar din elemente nilpotente.
- nilpotență - proprietate a unui element al unui inel de a se anula prin ridicare la putere.
- nilradical al unui inel - mulțimea elementelor nilpotente ale unui inel.
- nod - punct singular al unei curbe în care ea se autointersectează.
- nomografie - ramură a matematicii aplicate în care se studiază modul de întocmire și de utilizare a nomogramelor.
- nomogramă - reprezentare grafică în plan, folosind puncte sau linii cotate, a unei relații dintre două sau mai multe mărimi variabile, cu ajutorul căreia se pot determina valorile altei mărimi.
- nomogramă reticulară - nomogramă formată din rețele de drepte paralele cu axele de coordonate sau care trec prin originea axelor, sau dintr-un fascicul de curbe.
- notație indexată - notație matematică cu indici a elementelor unei matrice sau a unui vector.
- notație infixată - notație matematică în care operandul este plasat între operanzii săi.
- notație postfixată - notație matematică în care operandul este plasat după operanzii săi.
- notație prefixată - notație matematică în care operandul este plasat înainte de operanzii săi.
- număr aspirant - număr natural cu proprietatea că seria sa alicotă se termină într-un număr perfect.
- număr cardinal - vezi cardinal.
- număr complex - soluție a unei ecuații de forma {\displaystyle x^{2}+p=0,\,p} fiind un număr real strict pozitiv.
- număr deficient - număr care mai mare sau egal față suma alicotă a divizorilor acestuia.
- număr dodecaedric (sau dodecaedral) - număr figurativ care reprezintă  un dodecaedru și care este dat de: {\displaystyle D_{n}={n(3n-1)(3n-2) \over 2}.}
- număr extrem compus - număr natural cu mai mulți divizori decât are oricare alt număr întreg pozitiv mai mic decât acesta.
- număr extrem cototient - număr natural {\displaystyle k} mai mare decât 1 care are mai multe soluții la ecuația  {\displaystyle x-\phi (x)=k} decât orice alt număr întreg mai mic decât {\displaystyle k} și mai mai mare decât 1.
- număr figurativ - număr care se construiește pe baza dispunerii regulate în plan sau în spațiu a unor puncte situate la distanțe egale,  astfel încât să se obțină o figură geometrică regulată.
  - număr icosaedric (sau icosaedral) - număr figurativ care reprezintă un icosaedru, dat de formula: {\displaystyle I_{n}={n(5n^{2}-5n+2) \over 2}}
  - număr octaedric (sau octaedral) -  număr figurativ care reprezintă  numărul de sfere dintr-un octaedru format din sfere strânse, fiind dat de formula: {\displaystyle O_{n}={n(2n^{2}+1) \over 3}.}
  - număr pentagonal - număr figurativ poligonal pn de forma: {\displaystyle p_{n}={\frac {3n^{2}-n}{2}}} pentru n ≥ 1.
  - număr tetraedric - număr figurativ care reprezintă o piramidă cu o bază triunghiulară și trei laturi, numită tetraedru; este dat de formula: {\displaystyle Te_{n}=\sum _{k=1}^{n}{\frac {k(k+1)}{2}}=\sum _{k=1}^{n}\left(\sum _{i=1}^{k}i\right)}
- număr întreg algebric - număr complex, soluție a unui polinom monic cu coeficienți întregi.
- număr norocos - număr care rămâne după trecerea tuturor numerelor naturale printr-o anumită „sită”, asemănătoare cu ciurul lui Eratostene.
- număr real - număr cu oricâte zecimale.
- numerație - sistem de reguli pentru exprimarea numerelor întregi.

## O
- omografie - funcția {\displaystyle x'={\frac {ax+b}{cx+d}}}, cu {\displaystyle {\begin{vmatrix}a&b\\c&d\end{vmatrix}}\neq 0.}
- omomorfism - funcție între două mulțimi cu aceeași structură, astfel încât compunerii a două elemente dintr-o mulțime să-i corespundă compunerea imaginilor lor din cealaltă mulțime.
- omomorfism de grup - funcție f definită pe un grup G (la care legea de compoziție este notată cu {\displaystyle \top }), cu valori în grupul {\displaystyle G'} (la care legea de compoziție este notată cu {\displaystyle \bot }), având proprietatea: {\displaystyle \;f(x\top y)=f(x)\bot f(y),} pentru orice {\displaystyle x,y\in G.}
- omomorfism de inel' - funcție f definită pe un inel I, cu valori în inelul I, astfel încât: a) {\displaystyle f(x+y)=f(x)+f(y),\;} b) {\displaystyle f(x\cdot y)=f(x)\cdot f(y),} pentru orice x, y din I.
- omomorfism de modul - vezi aplicație liniară.
- operand - mărimea sau obiectul care intră într-o operație matematică.
- operator - funcție definită pe un spațiu vectorial X (peste un corp C), cu valori în spațiu vectorial Y (peste corpul C): {\displaystyle \;T:X\to Y.}

- operator adjunct -  extindere a unui operator liniar definit pe un spațiu vectorial într-un alt spațiu vectorial, care este denumit spațiul adjunct.
- operator aditiv - operator pe un spațiu vectorial X, care are proprietatea: {\displaystyle T(x_{1}+x_{2})=T(x_{1})+T(x_{2})} pentru orice {\displaystyle x_{1},x_{2}\in X.}
- operator liniar - operator aditiv și omogen.
- operator omogen - operator pe un spațiu vectorial X (peste un corp C) care are proprietatea {\displaystyle T(\alpha x)=\alpha T(x),} pentru orice {\displaystyle x\in X} și {\displaystyle \alpha \in C.}

- operație algebrică - operațiile aritmetice plus ridicarea la putere și extragerea de radicali din expresiile algebrice.
- operație punctuală - operație definită punct cu punct.
- operație ternară - operație care are trei operanzi; vezi și operator ternar.
- operație unară - operație care, în contrast cu operațiile binare, are un singur operand, adică o singură mărime de intrare.
- opus, element ~ -  pentru un număr, numărul care, adunat cu acesta dă zero, elementul neutru al operației de adunare.
- ordin (teoria inelelor) - subinel care îndeplinește anumite condiții.

## P
- paradoxul lui Cramer - afirmație că numărul de puncte de intersecție a două curbe plane poate fi mai mare ca numărul de puncte oarecare necesar pentru definirea unei curbe.
- până la - exprimare în matematică cu privire la echivalență precizând condițiile.
- percentilă - măsură statistică ce indică poziția relativă a unui punct de date într-un set de date, comparativ cu celelalte puncte de date din acel set; este exprimată sub formă de procentaj și arată ce procent din valori sunt mai mici decât valoarea dată.
- perioadă - intervalul creșterii minime a variabilei independente, după care se reproduc, în aceeași ordine, aceleași valori ale unor mărimi.
- polinom - expresie algebrică care nu conține operații de împărțire.

- polinom aditiv - polinom pentru care P(a + b) = P(a) + P(b).
- polinom Laurent - polinom care admite exponenți negativi.
- polinom liber de pătrate - polinom care nu are ca divizor vreun pătrat al unui polinom neconstant.
- polinom minimal - polinom de grad minim, având o anumită rădăcină.
- polinom monic - polinom într-o singură variabilă cu coeficientul determinant egal cu 1.
- polinom omogen - polinom ai cărui termeni nenuli au toți același grad.
- polinom separabil - polinom la care numărul rădăcinilor distincte este egal cu gradul polinomului.
- polinom unitar - v. polinom monic.

- prim asigurat - număr de forma  2p + 1, unde p este tot număr prim.
- principiul bivalenței - principiu conform căruia orice enunț este fie adevărat, fie fals.
- probă - verificare a exactității unei operații matematice.
- problema deciziei - problema determinării unei metode care să permită stabilirea valorii de adevăr a unei propoziții.
- produs - rezultat al unei înmulțiri.

- produs cracovian - metodă de rezolvare manuală a sistemelor de ecuații liniare prin inversarea notației indexate.
- produs diadic - v. produs extern
- produs extern - rezultatul operației de înmulțire a doi vectori de coordonate.
- produs Hadamard - rezultatul operației de înmulțire element cu element  a două matrici.
- produs interior - operație cu care este echipat un spațiu prehilbertian.
- produs Khatri–Rao - rezultatul operației de înmulțire Kronecker pe blocuri a două matrici.
- produs Kronecker - rezultatul operației de înmulțire pe blocuri a două matrici.
- produs matricial - rezultatul operației de înmulțire matricială standard a două matrici.
- produs scalar - operație al cărui rezultat este un scalar.

- progresie ascendentă - progresie ai cărei termeni cresc.
- proporționalitate - proprietatea a două mărimi de a avea un raport constant.
- punct de întoarcere - punct în care un punct care se deplasează pe o curbă își schimbă sensul deplasării.
- punct de osculație - punct în care două cercuri osculatoare sunt tangente.
- punct hermitic - v. punct izolat al unei curbe
- punct izolat - punct care nu are alte puncte în vecinătatea sa.

- punct izolat al unei curbe - punct izolat al soluțiilor unei ecuații polinomiale în două variabile.

- punct singular al unei curbe - punct în care curba nu este netedă, putând conține un parametru.
- punct singular al unei varietăți algebrice - punct al unei varietăți algebrice în care spațiul tangent nu este definit în mod regulat.
- punctual - v. operație punctuală.

## Q
- {\displaystyle \mathbb {Q} } - simbol pentru mulțimea numerelor raționale.

## R
- {\displaystyle \mathbb {R} } - simbol pentru mulțimea numerelor reale.
- radical - semnul matematic {\displaystyle {\sqrt[{n}]{\;}}} care indică operația de extragere a rădăcinii de ordinul n dintr-un număr dat; numărul n se numește indicele radicalului.

- radical al unui ideal - un ideal al unui inel I definit de proprietatea că un element x aparține radicalului dacă și numai dacă o putere a lui x este în I.

- rang:

- (al unei aplicații liniare {\displaystyle f:E\to F}) dimensiunea imaginii acesteia;
- (al unei familii de vectori) dimensiunea spațiului vectorial generat de acea familie;
- (al unei matrice) dimensiunea spațiului vectorial generat de coloanele acesteia sau de liniile acesteia; aceasta măsoară gradul de non-degenerare al sistemului de ecuații liniare codificat de matrice;
- (al unui sistem de ecuații liniare) numărul de ecuații specific sistemului eșalonat echivalent; este egal cu rangul matricei coeficienților sistemului.
- raport (a două numere a , b) - câtul împărțirii lui a prin b.
- raport anarmonic - (a patru numere {\displaystyle a,b,c,d} ) numărul {\displaystyle (a,b,c,d)={\frac {c-a}{c-b}}:{\frac {d-a}{d-b}}.}
- raționalizare - proces prin care sunt eliminați radicalii din numitorul unei fracții.
- rădăcină - vezi radical.
- reducere:

- simplificare a unei fracții sau a unei expresii algebrice prin suprimarea factorilor comuni;
- operație logică care constă în probarea validității modurilor silogistice, pornind de la considerentul că numai modurile primei figuri silogistice sunt valide, urmând ca validitatea celorlalte moduri să fie probată.
- reducere la absurd - demonstrarea adevărului unei propoziții prin demonstrarea faptului că acceptarea tezei contrare prezintă consecințe absurde (sinonim: argumentum ad absurdum; vezi și demonstrație apagogică).
- reducere la unitate - transformare a unui raport numeric în alt raport echivalent, unul dintre termeni având acum valoarea unu.

- regresiune - determinare a mărimii aproximative a unui fenomen statistic prin mărimea unui alt fenomen.
- relație binară - relație matematică ce are loc între doi termeni; formal, o relație binară pe o mulțime {\displaystyle A} este o submulțime a produsului cartezian {\displaystyle A\times A.}
- restricție - limitare a domeniului de definiție (mai rar a codomeniului) unei funcții.

## S
- scalar - element al unui corp peste care se consideră un spațiu vectorial, noțiune care s-a extins în mecanică desemnând, în opoziție cu noțiunea de vector, un element caracterizat numai prin mărimea sa.
- scădere - operație care asociază perechii formate din numărul a (numit descăzut) și numărul b (numit scăzător) numărul c (numit diferență), astfel încât {\displaystyle a=b+c}.
- scăzător - vezi scădere.
- schema lui Horner - metodă pentru efectuarea împărțirii unui polinom {\displaystyle P(x)=a_{n}x^{n}+a_{n-1}x^{n-1}+\cdots +a_{1}x+a_{0}} prin binomul {\displaystyle x-p}.
- semigrup - structură algebrică cu o lege de compoziție binară asociativă.

- semigrup nul - semigrup cu element absorbant, produsul oricăror două elemente fiind 0.

- semiinel tropical - semiinel⁠(d) de numere reale extinse cu operațiile de minim (sau maxim) și adunare înlocuind operațiile obișnuite („clasice”) de adunare și respectiv de înmulțire.
- semn:

- caracter grafic care indică o operație matematică sau faptul că un număr real este pozitiv sau negativ;
- vezi funcția semn.
- semn pe răboj - metodă de numărare și de scriere, în sistem unar, a numerelor folosită cu precădere în preistorie.
- semnul egal - simbol matematic ( = ) folosit pentru a indica egalitatea în sens bine definit.
- semnul împărțirii - simbol matematic ( : ) folosit la notarea operației de împărțire.
- semnul înmulțirii - simbol matematic ( × ) folosit la notarea operației de înmulțire.

- serie alicotă - serie de numere naturale în care fiecare termen este egal cu suma divizorilor corespunzători termenului anterior (cu suma alicotă a termenului anterior); vezi și: număr aspirant, sumă alicotă.
- serie cronologică - șir de valori pe care le înregistrează, la momente sau la intervale de timp successive, o variabilă; sinonime: serie în timp, serie temporală.
- serie în timp - vezi serie cronologică.
- serie temporală - vezi serie cronologică.
- sextica lui Cayley - curbă algebrică divizoare a unui unghi, folosită în special ca trisectoare.
- singleton - mulțime formată dintr-un singur element.
- singularitate - punct în care un anumit obiect matematic nu este definit sau un punct în care obiectul matematic încetează să se mai „comporte bine” într-un anumit fel.

- singularitate eliminabilă - singularitate care poate fi definită astfel încât funcția rezultată să fie regulată în vecinătatea ei.
- singularitate esențială - singularitate în vecinătatea căreia funcția are o comportare extremă.
- singularitate izolată - singularitate care nu are alte singularități în vecinătate.

- sistem axiomatic - model formal ce stă la baza unei discipline matematice și care este compus din termeni primari, axiome și reguli de deducție (vezi și axiomatică).
- sistem binar - sistem de numerație în care baza este 2; are aplicații mai ales în teoria informației, electronică, automatizare etc.
- sistem de ecuații - mulțime finită de ecuații pentru care se caută soluții comune.

- sistem de ecuații diferențiale - sistem format dintr-o mulțime finită de ecuații diferențiale.
- sistem de ecuații liniare - sistem de ecuații polinomiale în care toate polinoamele sunt de gradul întâi.

- sistem de numerație - vezi numerație.
- sistem de numerație binar - vezi sistem binar.
- sistem de numerație zecimal - vezi sistem zecimal.
- sistem zecimal - sistem de numerație pozițional, având baza 10.
- sistem de vectori liniar dependenți - mulțime de vectori {\displaystyle x_{1},x_{2},\cdots ,x_{n}} dintr-un spațiu liniar {\displaystyle E} care verifică o relație de forma: {\displaystyle \alpha _{1}x_{1}+\alpha _{2}x_{2}+\cdots +\alpha _{n}x_{n}=0}, cu {\displaystyle \alpha _{i},i={\overline {1,n}},} scalari din corpul {\displaystyle K} nu toți nuli.
- sistem de vectori liniar independenți - mulțime de vectori {\displaystyle x_{1},x_{2},\cdots ,x_{n}} dintr-un spațiu liniar {\displaystyle E} care verifică o relație de forma: {\displaystyle \alpha _{1}x_{1}+\alpha _{2}x_{2}+\cdots +\alpha _{n}x_{n}=0} dacă și numai dacă {\displaystyle \alpha _{1}=\alpha _{2}=\cdots =\alpha _{n}=0}
- sistem hipercomplex - inel {\displaystyle H} care are ca domeniu de operatori un grup comutativ {\displaystyle K} peste care {\displaystyle H} este spațiu vectorial și care are proprietățile că, dacă {\displaystyle a,b\in H,} iar {\displaystyle \alpha \in K,} atunci {\displaystyle \;\alpha (ab)=(\alpha a)b=(a\alpha )b=a(\alpha b)=a(b\alpha ).}
- spectrul unei matrice - mulțimea valorilor proprii a unei matrice.
- spirală - curbă care, pornind dintr-un punct, se înfășoară în jurul punctului sau a unei axe.

- spirală sinusoidală - familie de curbe de forma {\displaystyle r^{n}=a^{n}\cos(n\theta ).}

- stereonomogramă - nomogramă construită pe principiul proiectării și observării stereoscopice.
- structură algebrică - mulțime echipată cu una sau mai multe legi de compoziție definite pe ea.
- subinel - submulțime a unui inel pe o mulțime R care este el însuși un inel când operațiile binare de adunare și înmulțire pe acea mulțime sunt limitate la submulțime și care are același element neutru ca și R.
- sumă - rezultatul adunării unor termeni.

- sumă alicotă - suma divizorilor proprii ai unui număr natural, cu excepția numărului însuși; vezi și serie alicotă.
- sumă vidă - sumă în care numărul termenilor este zero.

## T
- tabel matematic - mulțime a valorilor unei funcții care corespund anumitor valori ale argumentelor; exemple: tabele cu puteri, cu logaritmi, pentru funcții trigonometrice etc.
- tabla înmulțirii - tabel matematic compus dintr-un pătrat cu 10 linii și 10 coloane, prima linie și prima coloană conținând numerele de la 1 până la 10, iar celelalte linii și coloane multiplii consecutivi ai acestora (sinonim: tabla lui Pitagora).
- tablou - grafic compus dintr-o grupare de termeni, de simboluri, de numere (dispuse în șiruri și coloane).
- tacnod - v. punct de osculație.
- tautologie:

- judecată în care subiectul și predicatul sunt exact aceeași noțiune;
- expresie care în cadrul unui sistem formal este adevărată în orice interpretare.
- teorema fundamentală a algebrei - o ecuație algebrică de gradul n, cu o necunoscută, având coeficienți reali sau complecși, are cel puțin o rădăcină reală sau complexă.
- teorema idealului principal - orice ideal al inelului de numere întregi al unui corpului de numere întregi K, în calitate de inel de întregi al corpului de clase Hilbert al lui K este un ideal principal.
- teorema lui Abel-Ruffini - teoremă care că nu există o soluție algebrică a ecuațiilor polinomiale generale de gradul cinci sau mai mare cu coeficienți arbitrari.
- teorema lui Bézout - valoarea polinomului {\displaystyle P(x)}, pentru {\displaystyle x=a}, este egală cu restul împărțirii polinomului prin {\displaystyle x-a}.
- teorema lui Cramer (curbe algebrice) - teoremă asupra numărului de puncte care determină unic o curbă algebrică plană.
- teorema lui Fermat:

- (mica teoremă a lui Fermat) dacă p este un număr prim care nu divide numărul întreg a, atunci {\displaystyle a^{p-1}\equiv 1{\pmod {p}}};
- (marea teoremă a lui Fermat) ecuația {\displaystyle x^{n}+y^{n}=z^{n}} nu are rădăcini întregi pentru {\displaystyle n\geq 3} (vezi și ecuație diofantică).
- teoria eliminării - parte a geometriei algebrice care se ocupă cu eliminarea variabilelor între polinoame.
- teoria inelelor - parte a algebrei abstracte care studiază structurile algebrice de tip inel.
- teoria jocurilor - teoria matematică a situațiilor conflictuale, situații în care acționează două sau mai multe părți care își propun scopuri contrare, așa încât rezultatul oricărei măsuri luate de una din părți depinde de modul de acțiune al părții adverse.
- termen - fiecare dintre monoamele unui polinom; fiecare dintre numerele care alcătuiesc o progresie sau un raport.

- termen constant - termen dintr-o expresie algebrică care nu conține nicio variabilă.

- testul liniei orizontale - metodă grafică utilizată pentru a determina dacă o funcție este injectivă.
- torsiune - măsoară cât de strâns se curbează o curbă în spațiu în afara planului osculator.
- transformare identică - vezi: identitate.
- transformare liniară - vezi aplicație liniară.
- trinom - polinom format din trei termeni (monoame).
- trisectoare - curbă algebrică plană care are proprietatea sa de a trisecta unghiurile.

- trisectoarea lui Maclaurin - trisectoare cubică studiată de Colin Maclaurin.

## U
- unitatea imaginară - (în cadrul numerelor complexe) numărul {\displaystyle i} care are proprietatea {\displaystyle i^{2}=-1}.

## V
- valoare - număr asociat unei mărimi fizice (după un anumit procedeu de măsurare), permițând compararea mărimii acesteia cu altele de aceeași natură.

- valoare absolută - valoarea mărimii fără semnul ei, modulul mărimii.
- valoare de adevăr - proprietate a unei propoziții de a fi adevărată sau falsă.

- variabilă - cantitate care ia succesiv diferite valori în cursul unui calcul.
- varianță - media deviațiilor pătratice a unei variabile aleatoare de la media sa.
- vârf - punct de extrem local al curburii unei curbe.
- vector - matrice cu una din dimensiuni având valoarea 1.

- vector de coordonate - vector ale cărui elemente formează o bază algebrică ordonată.
- vector coloană - matrice cu o singură coloană.
- vector linie - matrice cu o singură linie.
- vector nul - vector pentru care o formă pătratică asociată are valoarea zero.

- vectorizare - transformarea unei matrice într-un vector coloană.
- vulgar, logaritm ~ - logaritm a carui bază este numărul 10; logaritm zecimal.

## Z
- {\displaystyle \mathbb {Z} } - simbol pentru mulțimea numerelor întregi.
- zecimal - (despre un sistem de numerație) cu baza 10.
- zecimală - fiecare dintre cifrele scrise la dreapta virgulei unui număr zecimal.
- zero:

- primul număr cu care începe șirul numerelor naturale;
- (elementul zero) element al unui grup abelian aditiv G, notat "0", care are proprietatea: {\displaystyle \;a+0=a\forall a\in G.}
- zero al unei funcții {\displaystyle f(x)} - valoare a lui {\displaystyle x} (rădăcină a ecuației) pentru care  {\displaystyle f(x)=0.}